# Rodeo (Lil Nas X e Cardi B)
Rodeo è un brano musicale dei rapper statunitensi Lil Nas X e Cardi B, quinta traccia dell'EP di Lil Nas X 7, pubblicato il 21 giugno 2019.

## Tracce
Testi e musiche di Montero Hill, Belcalis Almánzar, David Biral, Denzel Baptiste, Roy Lenzo e Russ Chell.
1. Rodeo – 2:39

## Formazione
- Lil Nas X – voce
- Cardi B – voce
- Roy Lenzo – produzione
- Russ Chell – produzione
- Take a Daytrip – produzione
- Denzel Baptiste – registrazione
- DJ Swivel – missaggio
- Colin Leonard – mastering

## Remix
Il 27 gennaio 2020 è stata pubblicata come singolo una versione remix del brano realizzata in collaborazione con il rapper statunitense Nas.

### Promozione
Lil Nas X ha presentato Rodeo dal vivo insieme a Nas per la prima volta il 26 gennaio 2020 alla 62ª cerimonia dei Grammy Award.

### Video musicale
Il video musicale, diretto da Bradley & Pablo, è stato reso disponibile il 6 febbraio 2020. Scrivendo sul proprio profilo Twitter, il rapper ha affermato che per problemi legati alla mancanza di tempo Cardi B non ha avuto l'opportunità di comparire nel video.

### Tracce
Testi e musiche di Montero Hill, Nasir Jones, David Biral, Denzel Baptiste, Roy Lenzo e Russ Chell.
1. Rodeo – 2:25

## Classifiche
| Classifica (2019-20) | Posizione massima |
| -------------------- | ----------------- |
| Australia            | 72                |
| Belgio (Fiandre)     | 79                |
| Belgio (Vallonia)    | 66                |
| Canada               | 44                |
| Estonia              | 19                |
| Francia              | 111               |
| Grecia               | 12                |
| Irlanda              | 35                |
| Lettonia             | 13                |
| Lituania             | 17                |
| Portogallo           | 37                |
| Regno Unito          | 55                |
| Repubblica Ceca      | 56                |
| Slovacchia           | 35                |
| Stati Uniti          | 22                |
| Svizzera             | 82                |
| Ungheria             | 29                |